# Hiệu ứng tài sản
Trong kinh tế học, hiệu ứng tài sản (tiếng Anh: Wealth effect; có tài liệu tiếng Việt gọi là hiệu ứng của cải hay hiệu ứng thịnh vượng, ảnh hưởng của sự giàu có) chỉ sự điều chỉnh tiêu dùng của cá nhân khi thấy giá trị tài sản (nhất là nhà ở, chứng khoán) của mình thay đổi. Người tiêu dùng có thể tiêu dùng nhiều hơn khi có nhiều tài sản hơn, và có thể tiêu dùng ít đi nếu tài sản bị giảm đi. Tuy liên quan đến hành vi tiêu dùng của cá nhân, song hiện tượng hiệu ứng tài sản thường được quan tâm hơn trong kinh tế học vĩ mô khi tranh luận về tác động của các chính sách kinh tế và hiện tượng kinh tế tới tổng cầu. Các nghiên cứu thực nghiệm cho đến nay vẫn đưa ra kết quả không thống nhất về việc hiệu ứng tài sản có ý nghĩa thống kê (statistically significant) hay không.